# Herr Lehmann
Herr Lehmann ist der Titel des Romandebüts von Sven Regener, des Gründers und Sängers der Band Element of Crime. Das Buch wurde 2001 bei Eichborn veröffentlicht und seitdem in zahlreiche Sprachen übersetzt, unter anderem als Berlin Blues (2003) ins Englische. Mit über einer Million verkauften Exemplaren handelt es sich um das finanziell erfolgreichste Buch des Autors.
Unter dem Titel Der Hund erschien das erste Kapitel von Herr Lehmann bereits 1997 in leicht abweichender Form in der Literaturzeitschrift Der Salmoxisbote. Laut Sven Regener existierte dieser Text bereits seit 1991 und sei anlässlich des 30. Geburtstages einer Freundin geschrieben worden.
Die Handlung von Herr Lehmann ist in Berlin-Kreuzberg angesiedelt und spielt im Sommer und Herbst des Jahres 1989. Das Buch ist der Beginn einer Reihe, zu der die später erschienenen Bände Neue Vahr Süd (2004), Der kleine Bruder (2008), Wiener Straße (2017) und Glitterschnitter (2021) gehören, deren Handlungen zeitlich vor den Ereignissen des Buches Herr Lehmann liegen. Im chronologisch nach Herr Lehmann spielenden Roman Magical Mystery oder: Die Rückkehr des Karl Schmidt (2013) fokussierte sich Regener auf eine wichtige Nebenfigur seines Debütromans.
Im Jahr 2003 erschien eine Verfilmung des Romans unter der Regie von Leander Haußmann und mit Christian Ulmen in der Rolle des titelgebenden Protagonisten. Für das Drehbuch erhielt Regener den Deutschen Filmpreis 2004.

## Inhalt
An einem Sonntagmorgen macht sich der betrunkene und kurz vor seinem dreißigsten Lebensjahr stehende Barmann Frank Lehmann – von Freunden und Bekannten nur mehr „Herr Lehmann“ genannt – nach seiner Arbeitsschicht auf den Heimweg. Er trifft dabei auf einen Hund, der ihm den Weg versperrt. Eingeschüchtert und zunächst überfordert, kommt Frank schließlich auf die Idee, den Hund mit Whiskey betrunken zu machen. Dies wird von einer Polizeistreife bemerkt, der Frank entgehen kann.
Am Vormittag reißt ihn der Anruf seiner Mutter aus dem Schlaf: Die in Bremen lebenden Eltern planen eine Busreise nach Berlin und beabsichtigen, ihren Sohn dort erstmals zu besuchen. Verkatert und von dem bevorstehenden Ereignis enerviert, macht sich „Herr Lehmann“ auf den Weg in das Lokal „Markthalle“, wo er seinen Freund Karl trifft. In seiner schlechten Laune nörgelt Frank über die „Sonntags-Frühstücker“, die alle Tische „besetzt“ halten. Er bestellt um 11 Uhr morgens einen Schweinebraten, was wegen der frühen Uhrzeit den Unmut der Köchin Katrin weckt. Sie streiten sich und Frank verliebt sich dabei in sie. Zwei Mal noch trifft er sie zufällig am selben Tag: am Nachmittag im Prinzenbad und am Abend erneut im „Einfall“. Der Sonntag endet mit einer Zusammenkunft von Frank, Karl und zwei weiteren Freunden in der Nachbarkneipe „Abfall“.
Einige Tage später organisiert Karl einen Kinobesuch zu dritt, da Frank nicht den Mut aufbringen kann, Katrin um eine Verabredung zu bitten. Die Drei setzen den Abend in einer Kneipe fort und als sich Karl verabschiedet, kommen sich Frank und Katrin näher und verbringen die Nacht zusammen.
Als Frank Lehmanns Eltern in Berlin ankommen, holt er diese in ihrem Hotel ab und da er ihnen zuvor fälschlicherweise erzählt hatte, Geschäftsführer der „Markthalle“ zu sein, bestehen sie darauf, dort gemeinsam zu Abend zu essen. Frank gelingt es, die Illusion aufrechtzuerhalten, und wird am Ende des Abends von seinen Eltern gebeten, nach Ost-Berlin zu fahren, um einer Cousine Geld zu überbringen.
Vor seiner Abreise besucht Frank Karl, dessen erste Kunstausstellung ansteht. Er trifft ihn in aufgelöstem Zustand inmitten zahlreicher zerstörter Ausstellungsstücke an. Frank bietet seinem Freund an, dessen Schicht im „Einfall“ zu übernehmen. Sein Besuch Ost-Berlins scheitert am Zoll, der ihn wegen Schmuggelverdachts nicht durchlässt. Bei seiner Rückkehr trifft Frank in einem Imbiss Katrin an der Seite eines anderen Mannes und die beiden geraten in Streit. Frank wendet sich von ihr ab.
Als er später auf Karl trifft, ist dieser in furchtbarer Verfassung und durchlebt einen Nervenzusammenbruch. Frank bringt seinen Freund ins Krankenhaus. Der nächste Tag ist Franks dreißigster Geburtstag und niedergeschlagen von den Misserfolgen und Unglücken der letzten Tage macht er sich auf eine Sauftour durch Kreuzberg und verbringt den Tag alleine.
Die Geschichte endet mit dem Fall der Berliner Mauer am 9. November 1989, von dem „Herr Lehmann“ in der Kneipe erfährt. Er begibt sich zum nächstgelegenen Grenzübergang, um sich das Ereignis vor Ort anzusehen.

## Stil
In seinem Essay Zwischen Depression und Witzelsucht erklärte Regener, dass er seine Bücher „ohne großen Plan“ schreibe und mit „einer, höchstens zwei Figuren“ beginne. Seinen eigenen Schreibstil bezeichnete er als „spontan“ beziehungsweise „spontaneistisch“: „Figuren, Witze, Handlungsstränge und Dialoge ergeben [...] sich erst im Laufe des Schreibprozesses...“. Weiterhin stellte Regener die herausragende Bedeutung von Humor in all seinen Romanen heraus.

## Rezeption
Am 17. August 2001 wurde der Roman in der ZDF-Fernsehsendung Das Literarische Quartett besprochen und verhalf dem Buch Regener zufolge zu einem Durchbruch. Hellmuth Karasek lobte die „wunderbare[n] Dialoge“ des Buches und hob unter anderem die „traurig-rührende Liebesgeschichte“ zwischen Frank Lehmann und Katrin hervor. Iris Radisch bezog dem Buch gegenüber eine ablehnende Haltung: Sie wies darauf hin, dass der Handlungsort auf den Nordosten Kreuzbergs (Berlin SO 36) begrenzt sei und das Buch „aus dieser Idylle [...] weder lokal noch geistig raus[komme]“. Robert Schindel hielt das Werk für „gut geschrieben“, kritisierte es jedoch als „ein bisschen manieriert“ und die Darstellung der Eltern Lehmanns als „zu klischiert geschildert“. Während Marcel Reich-Ranicki die ersten Seiten des Romans als „Geschwätz ohnegleichen“ bezeichnete, habe er im weiteren Verlauf des Buches angefangen, „schallend zu lachen“. Er attestierte dem Buch und seinem Autor Humor und unterstrich die „glänzende[n] Dialoge“.
In der Presse wurde das Buch größtenteils gelobt, wie die folgenden Zitate veranschaulichen sollen:

„Kein Zweifel, daß hier ein glänzender Wenderoman aus westlicher Sicht vorliegt, der ebendeshalb so überzeugt, weil die Ereignisse in der DDR im Bewußtsein der Hauptfigur, aus deren Perspektive durchgängig erzählt wird, nur in Spurenelementen vorkommen - um westliches Desinteresse darzustellen, so scheint es, hätte man kein besseres Milieu als Kreuzberg, keinen besseren Romanhelden als Lehmann wählen können.“

„Lehmann säuft sich durch die Kreuzberger Kneipengemeinde, und irgendwann steckt ihnen einer am Tresen, die Mauer sei offen. "Ach du Scheiße", lallt Lehmann, und sein Kumpel echot: "Ach du Scheiße." Bei diesem ebenso banalen wie weltbewegten Befund bleibt der Roman praktisch stehen, und das ist schon mal genial. Denn was danach kam, wissen wir noch ziemlich genau, was davor aber war, haben wir einigermaßen gründlich vergessen. Deshalb wirkt zwölf Jahre später der Blick zurück wieder spannend - und Sven Regeners Blick, so frech wie frisch wie forschend, macht die Zeitreise zu einem mal zwerchfellerschütternden, mal melancholischen, immer aber anstrengungslos erkenntnisfördernden Vergnügen.“

„‚Herr Lehmann‘ ist ein freundliches, leichtes und gekonnt belangloses Buch, das es im einzelnen nicht an Originalität und Kraft fehlen lässt.“

## Adaptionen
Ebenfalls unter dem Titel Herr Lehmann brachte Leander Haußmann 2003 eine Verfilmung des Buches in die deutschsprachigen Kinos. Der ehemalige MTV-Moderator Christian Ulmen nahm die Rolle des Frank Lehmann ein und erhielt für seine Darbietung den Bayerischen Filmpreis 2004. Zur weiteren Besetzung zählten unter anderem Detlev Buck als Lehmanns Freund Karl, Katja Danowski als Katrin, Janek Rieke als „Kristall-Rainer“, Uwe-Dag Berlin als Jürgen und Hartmut Lange als Kneipenbesitzer Erwin. Über 720.000 Zuschauer sahen den Film im Kino. Regener wurde beim Deutschen Filmpreis 2004 für das beste für den Film adaptierte Drehbuch ausgezeichnet.
Im April 2008 veröffentlichte Der Hörverlag eine Hörspieladaption zu dem Buch. Zu den Sprechern des etwa zweistündigen Hörspiels zählten Florian Lukas als Herr Lehmann, Bjarne Mädel als Karl und Sonsee Neu als Katrin. Ebenfalls im Jahr 2008 erschien eine, von Regener eingesprochene Hörbuchfassung des Buches im Verlag tacheles!.
Eine Schauspielfassung von Herr Lehmann wurde im September 2008 am Theater der Stadt Heidelberg uraufgeführt. Die Fassung wurde von der Regisseurin Nina Gühlsdorff und dem Schauspieldirektor Axel Preuß erstellt. Sven Regener stellte für die Bühnenfassung eine bis dahin unveröffentlichte Szene zur Verfügung: Die in Kreuzberg spielende Szene „Technoclub Orbit Nacht“ zeigte den Übergang von der Disko- in die Techno-Szene der 1990er Jahre. Das Stück wurde unter anderem am Schnürschuh Theater in Bremen und am Staatstheater Mainz aufgeführt.
Im Oktober 2014 brachte der Eichborn Verlag eine vom Berliner Zeichner Tim Dinter geschaffene, 240-seitige Graphic-Novel-Version des Romans heraus. Dinter entschied sich für eine Schwarz-Weiß-Darstellung und reicherte seine Ligne-claire-Zeichnungen mit einer Laviertechnik an.

## Übersetzungen
Herr Lehmann erschien in mehr als 15 Sprachen. Übersetzungen ins Italienische, Englische und Niederländische bildeten 2003 den Auftakt. Die unter dem Titel Berlin Blues veröffentlichte und von John Brownjohn besorgte englischsprachige Fassung sollte namensgebend für zahlreiche weitere Übersetzungen sein. Es folgten unter anderem Übertragungen ins Französische (Herr Lehmann, 2004), Russische (Берлинский блюз, 2006), Griechische (Το μπλουζ του Βερολίνου, 2007), Spanische (Cómo ser el señor Lehmann, 2010) und Dänische (Berlin Blues: Herr Lehmann, 2023).

## Pre- und Sequels
In seinem zweiten Roman, Neue Vahr Süd, beschrieb Regener das Leben Lehmanns zu Beginn der 1980er Jahre in Bremen und seine Wehrdienst-Zeit. Ein direkt im Anschluss spielender und mit dem Umzug Lehmanns nach Berlin beginnender Roman erschien Ende August 2008 unter dem Titel Der kleine Bruder. Mit Magical Mystery, kam im November 2014 ein Roman heraus, dessen Handlung fünf Jahre nach Herr Lehmann spielt. Im Gegensatz zu den zuvor genannten Büchern gibt dieser die Perspektive von Karl Schmidt wieder und lässt Lehmann nur kurzzeitig auftreten. 2017 erschien der Roman Wiener Straße, der im Herbst 1980 in Berlin-Kreuzberg angesiedelt ist und in dem Lehmann wieder eine größere Rolle einnimmt. Im Gegensatz zu den anderen Romanen der Reihe ist Wiener Straße aus wechselnden Perspektiven geschrieben. Im 2021 erschienen, im Kreuzberg der 1980er Jahre spielenden Roman Glitterschnitter tritt Herr Lehmann in einer untergeordnete Rolle auf. Der Roman lässt das, aus den Vorgängerbücher bekannte Figurenensemble wieder auftreten und erzählt unter anderem von Karl Schmidts frühen künstlerischen Versuchen und seiner Zeit bei der experimentellen Band „Glitterschnitter“.

## Ausgaben
- Herr Lehmann, Eichborn, Frankfurt am Main 2001, ISBN 3-8218-0705-9 (Hardcover)
- Herr Lehmann, Goldmann, München 2003, ISBN 3-442-45330-5 (Taschenbuch)

## Rezensionen
- Leander Haußmann: Simplicissimus in Berlin, Der Spiegel 33/2001
- Gerrit Bartels: Zurück in den Charts, taz vom 21. August 2001
- Evelyn Finger: Try to be Mensch!, Die Zeit Nr. 34/2001